# 불독 (음악 그룹)
불독은 대한민국의 전 걸그룹이다. 2016년 싱글 앨범 [어때요]로 데뷔했다.

## 음반
- 핸드메이드 코리아 페어 로고송 (2015)
- 어때요 (2016)

## 공연
- 불독(bulldok)의 '지켜주개' 콘서트 (2016)